# آگوستین لاناتا
آگوستین لاناتا (انگلیسی: Agustín Lanata؛ ? – ۵ دسامبر ۱۹۶۷ Buenos Aires) بازیکن فوتبال اهل آرژانتین بود.
از باشگاه‌هایی که در آن بازی کرده‌است می‌توان به باشگاه فوتبال بوکا جونیورز اشاره کرد.